# Фабио Борини
Фабио Борини (на италиански: Fabio Borini) е италиански футболист роден на 29 март 1991 г. в Бентиволио, Емилия-Романя, Италия. Той играе за италианския Сампдория.

## Кариера
Нападател и национал на Италия до 19 години, който се присъединява към Челси през лятото на 2007 г. от Болоня.
Фабио е голмайстор за резервите през миналия сезон (4 гола от 8 мача) и втори по попадения за младежкия състав, където има 10 мача и 11 гола.
Играч с голов нюх, успял да се разпише при победата на „Олд Трафорд“ през 2008 г. в турнира за Младежката ФА Къп, а от началото на сезон 2009/10 е неизменен титуляр за резервите.
Още преди да отиде под наем в Суонзи Сити на 17 март 2011 г. Фабио беше подписал предварителен договор с отбора от родната му провинция Емилия-Романя Парма. На 2 юли същата година сделката беше финализирана. Договора е за 5 години и италианците ще трябва да плащат на Челси по 90 хил. евро на година компенсация за играча. Без дори да изиграе и един мач за Парма той се присъедини под наем към Рома.

### Период в Болоня
Борини за пръв път започва да тренира футбол на 9 години, той и баща са му са големи фенове на Болоня. Той се присъединява към младежката формация на Болоня през 2001 година.

### Период в Челси
През лятото на 2007 година Борини се присъединява към тима на Челси от Болоня. През сезон 2008 – 2009 той става пръв избор при нападателите на резервите на Челси. Става и голмайстор на резервния състав на „Сините“ от Лондон с 10 гола в 11 мача. На 1 септември 2009 година Карло Анчелоти го остава на скамейката в мача от Шампионската лига срещу Порто. На 20 септември 2009 година той прави дебюта си за Челси след като заменя Никола Анелка в 89-ата минута в мача от Премиершип срещу Тотнъм. Неговият първи пълен мач идва в мача от 3-тия кръг на турнира за Купата на Лигата срещу КПР. По-късно той се появява за втори път в игра в мач от Висшата Лига на Англия в мача на неговия Челси срещу Улвърхамптън, когато влиза като резерва на мястото на Саломон Калу в 77 минута. На 8 декември 2009 г. талантливия млад нападател прави своя дебют в Шампионската лига в равенството 2:2 на неговия отбор с Апоел. Той прави дебют във ФА Къп в мач от 5-ия кръг на турнира срещу Кардиф Сити, когато влиза като резерва в 88 мин. а тима на Челси печели с 4:1.
На 20 октомври 2010 Капитан Борини прави фантастичен мач за резервите на Челси, след като тимът му губи с 3:0 от УБА а той в крайна сметка бележи 5 попадения за фантастичния обрат. Резервите на Челси печелят този мач с 5:4.

### Период под наем в Суонзи
На 17 март 2011, Борини се присъединява към отбора от Чемпиъншип Суонзи Сити под наем до края на сезон 2010 – 11. Негов треньор там е бившият треньор на младежкия отбор на Челси. На 9 април 2011, той открива голова си сметка за Суонзи в мач срещу Норич Сити, след страхотен пряк свободен удар.Суонзи Сити печели мача с 3:0. Той бележи при загубата от Бърнли с 2:1 на Търф Мур.

### Период в Парма
В дните след плейофния финал за влизане в Английската Висша Лига, става ясно че Борини е подписал предварителен договор споразумение с отбора на Парма, в родния си регион Емилия-Романя, още преди да се присъедини към Суонзи под наем. Според агента си, Марко Де Марки, Борини си е осигурил пет годишен договор с клуба. На 2 юли 2011 г. Парма потвърждава сделката, като заплаща на Челси обезщетение за обучението на нападателя в размер на € 360 000.

### Период в Рома
На 31 август 2011 г., Борини се присъединява към италианския клуб Рома под наем за €1.25 милиона, с опция за закупуване от €7 м. Борини сключва 1+4 години контракт, при който той печели €1 млн. за 1-вия сезон, като заплатата по-късно нараства до €2,3 милиона през сезон 2012 – 13 и възможно €3,4 през 2015 – 16. Той прави първи официален дебют за Рома при загубата с 2:1 у дома от Каляри, заменяйки Пабло Освалдо в 80-ата минута. През следващата седмица той прави първи старт като титуляр за Рома в мача срещу Интер Милано завършил 0:0 на Сан Сиро. Той вкарва първия си гол при победата на Рома над Фиорентина с 3:0. Борини бележи втория си гол като играч на Рома при победата на клуба му срещу Чезена с 5:1. На 23 януари 2012 г. Борини е закупен от Рома в съсобственост за €2,3. Освен това Рома плаща и €150 000 на агента на Борини Андреа Росо, който праща Стефано Окака в Парма на временна сделка с опция да подпише половината от „картата“ за €300 000. На 5 февруари, Борини бележи 2 гола срещу Интер, а Рома печели с 4:0. Той бележи изравнителен гол в дербито срещу Лацио, и гол за победата срещу Палермо на 12 март. На 23 юни 2012, Рома плаща €5,3 млн. на сляп търг, и взима останалите 50% от правата за футболиста.

### Период в Ливърпул
На 9 юли 2012, е оповестено, че Борини ще стане първото ново попълнение на Брендан Роджърс като мениджър на Ливърпул, като се очаква играча да се присъедини към отбора след пред сезонното турне на Мърсисайдци в САЩ. На 12 юли се появяват слухове, че сделката е била приета и от 2-те страни, и на 13 юли Борини официално преминава в Ливърпул, като приема да носи фланелката с номер 29. На същия ден Рома съобщава цената получена от английският гранд за талантливия нападател а тя е €13.3 млн. (13 милиона евро) плюс допълнителни бонуси. На 9 август Борини бележи първия си гол за Ливърпул в дебютен за него мач на Анфийлд, в мач от турнира Лига Европа срещу отбора на Гомел, той открива резултата в 21-вата минута с гол от воле a мача завършва 3:0 за англичаните.

## Национална кариера
На 13 ноември 2009, той прави своя дебют за Националния отбор на Италия до 21 години при загубата с 2 – 0 от Унгария. Борини става капитан на италианския тим за Европейското първенство за младежи до 19 години през 2010 година, като тима на Италия изненадва като не успява да отбележи нито един гол в груповата фаза на турнира. На 29 март 2011, Борини бележи първия си гол на тима на Италия до 21 години в приятелска среща срещу Германия.
На 26 февруари 2012, Борини получава повиквателна за мъжкия национален отбор на Италия от треньора на тима Чезаре Прандели.Борини прави дебют на 29 февруари 2012, в приятелска среща срещу САЩ, завършила 1:0 за американците. Борини бива добавен към отбора на Италия за европейското първенство в Полша и Украйна през 2012 година, но не взима участие в нито един двубой.

## Статистика
| Отбор                  | Сезон                        | Първенство | Първенство | ФА Къп  | ФА Къп | Купа на Лигата | Купа на Лигата | Европейски | Европейски | Общо    | Общо   |
| Отбор                  | Сезон                        | Участия    | Голове     | Участия | Голове | Участия        | Голове         | Участия    | Голове     | Участия | Голове |
| ---------------------- | ---------------------------- | ---------- | ---------- | ------- | ------ | -------------- | -------------- | ---------- | ---------- | ------- | ------ |
| Челси                  | Английска висша лига 2009/10 | 4          | 0          | 2       | 0      | 1              | 0              | 1          | 0          | 8       | 0      |
| Челси                  | 2010 – 11                    | 0          | 0          | 0       | 0      | 0              | 0              | 0          | 0          | 0       | 0      |
| Суонзи Сити (под наем) | 2010 – 11                    | 9          | 6          | 0       | 0      | 0              | 0              | —          | —          | 12      | 6      |
| Рома                   | 2011 – 12                    | 24         | 9          | 2       | 1      | 0              | 0              | —          | —          | 26      | 10     |
| Ливърпул               | 2012 – 13                    | 13         | 1          | 1       | 0      | 0              | 0              | 6          | 1          | 20      | 2      |
| Общо                   | Общо                         | 50         | 16         | 5       | 1      | 1              | 0              | 7          | 1          | 56      | 18     |